# Mangrove Nemzeti Park
A Mangrove Nemzeti Park (franciául parc marin des Mangroves) a Kongói Demokratikus Köztársaság egyetlen, tengeri élőhelyet rejtő nemzeti parkja. A park a Kongó folyó atlanti-óceáni torkolatánál fekszik, a Kongó-központi tartomány Muanda és Banana városai közelében. A nemében egyedülálló park területe 768 km², mely jobbára mangrove mocsári és torkolati ökoszisztémákat rejt. A park az Atlanti-óceán tengerparti részét is magába öleli. A park változatos állatvilága közt megtalálható a manátusz, a víziló, az erdei elefánt, majomfélék, krokodilok, tengeri és édesvízi teknősök valamint kígyók. A park változatos madárvilága mellett különféle halaknak is ívóhelye.

## Története
A parkot 1992. január 1-jén hozták létre.
A Mangrove Nemzeti Park biológiai sokszínűségét a környéken terjedő kőolaj- és bányászati ipar fenyegeti. A környék gazdag olaj- és ásványkincseket rejt, melyek a Kongói Demokratikus Köztársaság gazdasági fejlődésében fontos szerepet játszanak. Ezeknek a természeti erőforrásoknak a kutatása és feltárása elkerülhetetlen, ezért a terület ipari fejlődésével együtt egyre nagyobb nyomás nehezedik a környék állat- és növényvilágára..
Amint az már a Niger-folyó deltájában is látható volt, az ásványkincsek ellenőrizetlen és szabályozatlan kitermelése pusztító hatású lehet a helyi ökoszisztémákra és közösségekre, ezért a gazdasági fejlődés csak a környezetvédelem szempontjainak figyelembe vételével történhet. Az ipari fejlődéstől függetlenül, a park lakosságszámának növekedése is hozzájárult a fairtásokhoz és az élelmezési célú vadászathoz, mely nagy hatással volt a manátuszok, főemlősök és teknősök populációjának csökkenéséhez.
A Kongói Természetvédelmi Intézetnek (ICCN) még az alapvető  munkaszervezési eszközei sincsenek meg az eléjük tornyosuló létfontosságú természetvédelmi feladatok ellátásához. A park vezetésének és vadőreinek nincsenek távközlési eszközeik, a rendelkezésükre álló csónakok alkalmatlanok feladataik elvégzésére. Más parkoktól eltérően a vadőrök csak az ICCN alapfizetésüket kapják, nincs teljesítménybérezésük. Az épületek elhanyagolt állapotban vannak, rájuk fér a felújítás.
A park kétségtelenül nagy vonzerőt jelent a turisták és sporthorgászok, különösen a főváros, Kinshasa lakóinak számára, akiknek napi három repülőjárat is a rendelkezésükre áll, hogy elérjék a parkot. A beruházás hiánya azt is jelenti, hogy ezt a turisztikai potenciált nem tudják megfelelően kihasználni.

## A teknősök és a manátuszok természetvédelme
Az Afrikai Természetvédelmi Akciócsoport (African Conservation Taskforce) az ICCN-nel együttműködve dolgozik annak programjain, együtt ellenőrzik a park állatállományát, különösen két fontos fajra fókuszálva, melyeknek különleges kutatásra és védelemre van szüksége.
Az afrikai manátusz (vagy nyugat-afrikai manáti) (Trichechus senegalensis), a legkevésbé tanulmányozott manátuszfaj. A környék a tengeri teknősökök közül a kérgesteknősök (Dermochelys coriacea), a közönséges levesteknősök (Chelonia mydas) és az olajzöld fattyúteknősök (Lepidochelys olivacea) élőhelye.
A vadőrök által támogatott, hosszú távú tudományos biomonitoring programok megvalósítása létfontosságú elem a Mangrove Nemzeti Park ökoszisztémájának megőrzésében. Az Afrikai Természetvédelmi Akciócsoport igyekszik az ICCN kapacitásait összevonni, új technológiák és eszközök felhasználásával. Az ICCN munkáját szakértő önkéntesek és a Tayna biológiai központ fizetett hallgatói segítik. A vizsgálatok természetesen a környék kőolajiparának környezeti hatásaira is kiterjednek.

## Turizmus
A Mangrove Nemzeti Park ideális a fenntartható turizmus fejlesztése szempontjából. A parknak jelentős tengerparti része van, közlekedési kapcsolata Kinshasával kitűnő. A terület mindig is hagyományos hétvégi üdülőhely volt a fővárosi lakosok számára. Az ország politikai helyzetének megszilárdulásával a park várhatóan a külföldi ökoturisták számára is vonzó lesz.